# فلسفة قديمة
 الفلسفة القديمة في أوروبا، تشير لانتشار المسيحية عبر العالم الروماني إيذانا بنهاية الفلسفة الهيلينية، وبشرت ببدايات الفلسفه في القرون الوسطى.

## نظرة عامة
نشأ الفكر الفلسفي الحقيقي –اعتماداً على الأفكار الفردية الأصلية- في العديد من الثقافات بشكل متزامن تقريباً. وصف كارل غاسبرز الفترة الحرجة للتطور الفلسفي التي بدأت في القرن السابع عشر تقريباً واختتمت في القرن الثالث قبل الميلاد بعصر محوري في الفكر الإنساني.

## الفلسفة الصينية القديمة
الفلسفة الصينية هي الفلسفة السائدة في الصين وغيرها من البلدان في المجال الثقافي لشرق آسيا والتي تشترك في لغة مشتركة، بما في ذلك اليابان وكوريا وفيتنام.

## الفلسفة اليونانية والرومانية القديمة

### فلاسفة ما قبل سقراط
- المدرسة الميليسية

طاليس (624 - حوالي 546 قبل الميلاد)
أناكسيماندر (610 - 546 قبل الميلاد)
أنكسيمانس الملطي (حوالي 585 - حوالي 525 قبل الميلاد)
- فيثاغورية

فيثاغورس (582 - 496 قبل الميلاد)
فيلولاوس (470 - 380 قبل الميلاد)
ألكمايون الكروتوني
أرخيتاس (428-347 قبل الميلاد)
- هرقليطس (535 - 475 قبل الميلاد)
- المدرسة الإيلية

كزينوفانيس (570-470 قبل الميلاد)
بارمينيدس (510 - 440 قبل الميلاد)
زينون الإيلي (490-430 قبل الميلاد)
ميليسوس من ساموس (حوالي 470 قبل الميلاد -؟)
- مدرسة التعددية

إمبيدوكليس (490 - 430 قبل الميلاد)
أناكساغوراس (500 - 428 قبل الميلاد)
- الذرية

ليوكيبوس (النصف الأول من القرن الخامس قبل الميلاد)
ديموقريطس (460 - 370 قبل الميلاد)
ميترودوروس من تشيوس (القرن الرابع قبل الميلاد)

## مدارس التفكير

### مدارس التفكير المائة
كانت مدارس التفكير المائة للفلاسفة –والتي ازدهرت من القرن السادس إلى العام 221 قبل الميلاد- حقبة من التوسع الثقافي والفكري الكبيرين في الصين. على الرغم من أن هذه الفترة –والتي عرفت في وقت سابق باسم فترة الربيع والخريف وفترة الدول المتحاربة- كانت مشحونة بالفوضى والمعارك الدامية، إلا أنها تعرف أيضاً باسم العصر الذهبي للفلسفة الصينية بسبب مجموعة واسعة من الأفكار المتطورة والقدرة على مناقشتها بحرية. لقد أثّرت الأفكار التي تمت مناقشتها وصقلها خلال هذه الفترة تأثيراً عميقاً على أنماط الحياة والوعي الاجتماعي حتّى يومنا هذا في بلدان شرق آسيا. تميز المجتمع الفكري في هذه الحقبة بعلماء متنقلين، كانوا يعملون في كثير من الأحيان من قبل مختلف حكام الولايات كمستشارين لأساليب الحكومة والحرب الدبلوماسية. انتهت هذه الفترة مع ظهور أسرة تشين وتطهير الصين من المعارضين لاحقاً. يذكر كتاب هانشو عشر مدارس رئيسية، هي:
- الكونفوشيوسية، التي تعلم أن البشر قابلون للتعلم والتحسين والوصول إلى لكمال من خلال المساعي الشخصية والمجتمعية وخاصة فيما يتعلق بتهذيب الذات وخلق الذات. الفكرة الرئيسية للكونفوشيوسية هي زراعة الفضيلة وتكوير الكمال الأخلاقي. الكونفوشيوسية ترى أنه يجب على المرء أن يتخلّى عن حياته إذا لزم الأمر –إما بشكل سلبي أو بشكل فعال- من أجل التمسك بالقيم الأخلاقية الأساسية للرين والـ يي.[5]
- القانونية، في كثير من الأحيان تقارن مع المكيافيلليّة، والأساس هو للإمبراطورية الصينية البيروقراطية التقليدية، درس القانونيون الأساليب الإدارية، مؤكدين على توحيد واقعي لثروة وسلطة المستبدين والدولة.
- الطاوية، وهي فلسفة تؤكد على الجواهر الثلاثة الأساسية في التاو: الرحمة والاعتدال والتواضع، بينما يركز الفكر الطاوي عموماً على الطبيعة والعلاقة بين الإنسانية والكون؛ الصحة وطول العمر. وو وي (العمل من خلال التقاعس عن العمل). الانسجام مع الكون، أو مصدره (تاو)، هو النتيجة المقصودة للعديد من القواعد والممارسات الطاوية.
- الموهية، والتي دافعت عن فكرة الحب العالمي: اعتقد الموهيون أن «الجميع متساوون قبل الوصول إلى الجنة»، وأنه ينبغي على الناس السعي لتقليد الجنة من خلال الانخراط في ممارسة الحب الجماعي (أي حب الإنسان لأخيه الإنسان). ويمكن اعتبار نظريتها نظرية التجريبية المادية البدائية. لقد كانت تعتقد أن الإدراك الإنساني يجب أن يقوم على تصورات الفرد –تجارب الشخص الحسية كالبصر والسمع- بدلاً من الخيال أو المنطق الداخلي، عناصر تستند إلى القدرة البشرية على التجريد. شجع الموهيون على التكاسل، وأدانوا التأكيد الكونفوشيوسيّ على الطقوس التأملية والموسيقية، والتي وصفها بأنها مفرطة.
- الطبيعية، مدرسة علماء الطبيعة أو مدرسة يين يانغ، التي جمعت مفاهيم يين يانغ والعناصر الخمسة؛ يعتبر زو يانغ مؤسس هذه المدرسة.[6]
- الزراعية، التي دعت إلى الشيوعية الفلاحية والمساواة. اعتقد الزراعيون أن المجتمع الصيني يجب أن يكون على غرار مجتمع الملك الحكيم شين نونغ، البطل الشعبي الذي تم تصويره في الأدب الصيني بأنه «يعمل في الحقول، جنباً إلى جنب مع أي شخص آخر، والتشاور مع الجميع عندما يتعين على أي قرار يمكن الوصول إليه.»[7]
- المنطقية، أو مدرسة الأسماء، ركزت على التعريف والمنطق. يقال أن لها أوجه تشابه مع السفسطائيين القدماء أوالمجادلون اليونانيين.
- المدرسة الدبلوماسية، أو مدرسة التحالفات العمودية والأفقية، والتي ركزت على المسائل العملية بدلاً من أي مبدأ أخلاقي، لذلك شددت على التكتيكات السياسية والبلوماسية ومهارات الحوار. كان الباحثون من هذه المدرسة خطباء جيدين ومحاورين وأخصائيين.
- مدرسة المتفرقات، والتي دمجت تعاليم من مدارس محتلفة؛ على سبيل المثال، طلب لو بوي من العلماء من المدارس المختلفة كتابة كتاب يسمى «لوشي تشونكيو» بشكل تعاوني. حاولت هذه المدرسة دمج مزايا المدارس المختلفة وتجنب عيوبها المتصورة.
- مدرسة «المحادثات الصغيرة»، والتي لم تكن مدرسة فكرية فريدة من نوعها، ولكنها فلسفة مبنية على جميع الأفكار التي نوقشت ونشأت من الناس العاديين في الشارع.
- المدرسة العسكرية، درست استراتيجيات وفلسفة الحرب. ولكن هذه المدرسة لم تكن من بين المدارس التي حددها هانشو في كتابه.

### الصين الإمبراطورية المبكرة
مؤسس أسرة تشين، التي تنتمي للمدرسة القانونية واعتبرتها الفلسفة الرسمية للإمبراطورية، وسحقت كل من المدرسة الموهية والكونفوشيوسية. ظلّت هذه المدرسة شرعية ومؤثرة بالإمبراطورية إلى أن تبنى أباطرة أسرة هان الطاوية والكونفوشيوسية فيما بعد كعقيدة رسمية. هذه المدرستان الأخيرتان أصبحتا القوة الحاسمة للفكر الصيني حتى ظهور البوذية.
كانت الكونفوشيوسية قوية بشكل خاص في عهد أسرة هان، وكان دونغ تشونغشو أعظم مفكريها، حيث دمج الكونفوشيوسية مع أفكار مدرسة تشونغشو ونظرية العناصر الخمسة. كما كمان مروجاً لمدرسة «النص الجديد»، التي اعتبرت كونفوشيوس شخصية إلهية وحاكماً روحياً للصين، وحدث كما توقعت حيث بدأ تطور العالم نحو السلام العالمي. عل عكس ذلك، كانت هناك مدرسة النص القديم التي دعت إلى استعمال الأعمال الكونفوشيوسية المكتوبة باللغة القديمة (لهذا السبب تدعى بمدرسة النص القديم) والذي كان أكثر موثوقية بكثير. على وجه الخصوص، دحضوا افتراض كونفوشيوس كشخصية إلهية واعتبروه أعظم حكيم، ولكن ببساطة بشري.
شهد القرنان الثالث والرابع ظهور (التعلم الغامض)، والذي يطلق عليه أيضاً الطاوية الجديدة. كان أهم الفلاسفة لهذه الحركة هم وانغ بي وشيانغ شيو وغوه شيانغ. كان السؤال الرئيسي في هذه المدرسة هو ما إذا كان الوجود قبل عدم الوجود. ومن السمات المميزة لهؤلاء المفكرين الطاويين -مثل الحكماء السبع- مفهوم فنغ لو (الريح والتدفق)، وهو نوع من الروح الرومانسية التي شجعت على اتباع الدافع الطبيعي والغريزي.
وصلت البوذية إلى الصين نحو القرن الميلادي الأول، ولكنها لم تحصل على نفوذ أو اعتراف كبير حتّى في السلالات الشمالية والجنوبية وسوي وتانغ. في البداية كانت تعتبر جزءاً من المدرسة الطاوية، وكانت هناك أيضاً نظرية حول لاوزي -مؤسس الطاوية- الذي ذهب إلى الهند وقام بدراسة فلسفة بوذا. نشأت كل المدارس الهندية والطوائف الصينية المحلية في القرن الخامس. وكان كل من سينغزاو وداوشينغ أشهر الفلاسفة حينها. لكن ربما كانت أكثر أتباع هذه المدارس نفوذاً وأصالةً هي طائفة تشان، التي كان لها تأثير أقوى في اليابان مثل طائفة زن.

## الفلسفة الهندية القديمة
الفلسفة الهندية القديمة هي مزيج من اثنين من العادات والتقاليد القديمة: التقليد الفيدي وتقليد السرامانا.

### الفلسفة الفيدية
تبدأ الفلسفة الهندية بالفيدا حيث يتم طرح الأسئلة المتعلقة بقوانين الطبيعة وأصل الكون ومكان الإنسان فيه. يسأل الشاعر في نشيد ريفيديك الخلقي الشهير (Nasadia Sukta):
"من أين حصلت كل المخلوقات على أصلها،
هو، سواء صممها أم لم يفعل،
هو، الذي يشاهد كل شيء من فوق الجنة،
إنه يعرف- أو ربما لا يعرف."
في النظرة الفيدية، ينسب الخلق إلى الوعي الذاتي للكائن البدائي (بوروشا). هذا يؤدي إلى التحقيق في الكائن الذي يقوم عليه تنوع الظواهر التجريبية وأصل كل شيء. يسمى النظام الكوني هيئة الطرق والمواصلات والقانون السببي من قبل الكارما.

### الفلسفة السمارية
تعتبر المدرسة اليانية والبوذية استمرار للمدرسة السرامية. زرعت السرامية نظرة متشائمة للعالم واعتبرتها أنها مليئة بالمعاناة ودعت إلى التخلي عن التقشف. ركزوا على المفاهيم الفلسفية مثل أهيمسا والكارما وجنانا وسامسارا وموكسا. فلسفة الكارفاكا أو (الإلحادية) والمعروفة أيضاً باسم لوكاياتا، وهو نظام الفلسفة الهندوسية التي تفترض أشكال مختلفة من الشك الفلسفي واللامبالاة الدينية، سميت باسم مؤسسها كارفاكا.

## الفلسفة الإيرانية القديمة
في حين أن هناك علاقات قديمة بين الفيدا الهندية والأفيستا الإيرانية، تميزت العائلتان الرئيسيتان للتقاليد الفلسفية الهندية الإيرانية بالاختلافات الجوهرية في آثارها على مكانة الإنسان في المجتمع ورؤيتهما لدور الإنسان في الكون. غالباً ما ينظر إلى الميثاق الأول لحقوق الإنسان من قبل سايروس الكبير على النحو المفهوم في أسطوانة غورش على أنه انعكاس للأسئلة والأفكار التي عبر عنها زاراثوسترا والتي تم تطويرها في مدارس الفكر الزرادشتية من عصر الأخمينيين في التاريخ الإيراني.

## انظر ايضاً
- فلسفة يونانية
- أفلاطونية
- أفلاطونية محدثة
- مفهوم الخير والشر